# Норденшёльд, Бертиль
Бертиль Фредрик Эуген Норденшёльд (швед. Bertil Fredrik Eugene Nordenskjöld; 24 мая 1891, Флен, Сёдерманланд — 17 марта 1975, Стокгольм) — шведский футболист, затем футбольный тренер и функционер. Выступал за национальную сборную Швеции. Участник Олимпийских игр 1920 года.

## Биография
Является воспитанником «Юргордена». В его составе начал играть с 1909 года. Выступал за клуб на протяжение одиннадцати сезонов. За это время 11 раз играл в финале чемпионата Швеции, включая две переигровки 1912 года, и четырежды становился чемпионом Швеции.
11 сентября 1910 года дебютировал за национальную сборную Швеции в товарищеском матче с Норвегией. Встреча прошла на стадионе «Фрогнер» в Осло и завершилась победой шведов со счётом 5:0.
В 1920 году был в составе сборной Швеции на Олимпийских играх в Антверпене. На турнире принял участие во двух матчах: с Грецией (9:0) и .
Всего в составе сборной Швеции провёл 8 матчей.
После окончания игровой карьеры вошёл в правление «Юргордена» и был выбран председателем. Занимал эту должность на протяжении 14 лет.
Помимо футбольной карьеры, был профессиональным военным. В бытность игрока был в звании лейтенанта и капитана, во времена правления — майором, а в отставку вышел подполковником. Также занимал должность адъютанта командира высшей гвардии в королевском дворце, а в 1924 году служил адъютантом военного атташе в Париже.
Умер 17 марта 1975 года в Стокгольме.
20 ноября 2022 года был внесён в Зал славы «Юргордена» под №32.

## Достижения
Юргорден
- Чемпион Швеции: 1912, 1915, 1917, 1920